# 松平定昭
松平 定昭（まつだいら さだあき）は、江戸時代後期の大名・老中。伊予国松山藩の第14代藩主、知藩事。定勝系久松松平家宗家15代・17代。官位は従四位下（のち従五位）・式部大輔、侍従、左近衛権少将、伊予守。明治維新後は久松 定昭（ひさまつ さだあき）を名乗った。

## 生涯

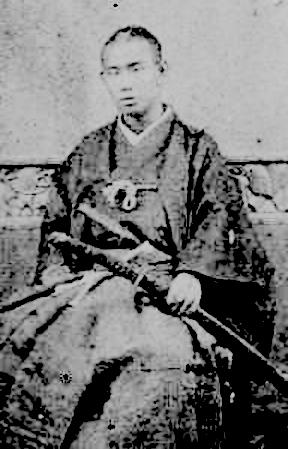
松平定昭肖像写真

弘化2年（1845年）11月9日、伊勢国津藩主・藤堂高猷の5男として誕生した。母は側室で橋本氏の娘。幼名は錬五郎。
安政6年（1859年）、伊予松山藩13代藩主・松平勝成の養嗣子となる。養母は正室清亮院殿（11代藩主松平定通の娘）。万延元年（1860年）、従四位下・式部大輔に叙任され、溜間詰格に任ぜられる。さらに翌年（1861年）、侍従に昇進し溜間詰に任ぜられる。慶応2年（1866年）、左近衛権少将に昇進。その間、養父勝成に従い京都の警護や長州征討に加わる。同3年（1867年）9月、家督を譲られ伊予守に転任。その直後、溜間詰上席および老中（史上最年少の22歳）に就任。御家門である定昭の老中就任は松平定信以来のことであった。1カ月後、大政奉還。願いにより溜間詰上席および老中を辞職。同4年（1868年）、鳥羽・伏見の戦いでは前将軍徳川慶喜に従ったとして朝敵の汚名を受け、蟄居謹慎を命ぜられる。次いですべての官位（従四位下左近衛権少将兼伊予守）を剥奪され、養父勝成が再勤する。
翌年、蟄居を免ぜられる。同年参内し明治天皇に拝謁、従五位に叙される。明治4年（1871年）、再び勝成より家督を譲られ、知藩事に任ぜられるも、半年後の廃藩置県により知藩事を免ぜられる。翌年（1872年）7月19日、嗣なく東京久松邸にて卒去。享年28。
神式を以て東京三田済海寺に土葬され、忠敏公と追諡される。遺髪が松山祝谷常信寺へ送られ埋葬される。遺言に基づき、旧旗本松平勝実の3男・久松定謨が養嗣子として迎えられた。

## 年表
※日付＝旧暦
- 1860年（万延元年）12月16日、従四位下・式部大輔に叙任。
- 1861年（文久元年）
  - 11月1日、溜間詰となる。
  - 11月11日、侍従に遷任。式部大輔兼任如元。
- 1866年（慶応2年）1月15日、左近衛権少将に転任。式部大輔兼任如元。
- 1867年（慶応3年）
  - 9月20日、家督を相続し、松山藩主となる。
  - 9月23日、老中上座に就任。式部大輔を伊予守に兼任替え。溜間上席となる。
  - 10月19日、老中御役御免。溜間詰となる。
- 1868年（慶応4年）
  - 1月10日、従四位下・左近衛権少将兼伊予守の官位を剥奪。
  - 5月22日、蟄居となる。
  - 7月6日、家名を久松とする。
- 1869年（明治2年）
  - 3月6日、蟄居を免ず。
  - 11月12日、従五位に叙位。
- 1871年（明治4年）
  - 1月4日、再び家督相続し、松山藩知事となる。
  - 7月4日、廃藩により、知事を免ず。

※（参考資料）大日本近世史料「柳営補任」、児玉幸多監修「内閣文庫蔵・諸侯年表」東京堂出版、「予陽叢書」（第6巻）予陽叢書刊行会　1936年発行

## 系譜
- 父：藤堂高猷（1813年 - 1895年）
- 母：橋本氏
- 養父：松平勝成（1832年 - 1912年）
- 養母：清亮院殿 - 令姫、松平勝善養女、松平定通娘
- 正室：邦（? - 1904年） - 貞恭院殿、松平勝成養女、松平勝善娘、明治37年（1904年）逝去
- 養子
  - 男子：久松定謨（1867年 - 1943年） - 松平勝実の三男